# Malthodes minimus
|                                   |                                            |
| Abb. 1: Oberkiefer (nach Reitter) | Abb. 2: Männchen, Hinterleibsende seitlich |

Malthodes minimus ist ein Käfer aus der Familie der Weichkäfer (Cantharidae). Die Gattung Malthodes ist in Europa durch knapp 120 Arten vertreten. Selbst in Mitteleuropa findet man etwa 40 Arten. Die auffällig verkürzten Flügel mit den gelben Spitzen finden sich dabei nicht nur in der Gattung Malthodes, sondern auch in der ebenfalls artenreichen Gattung Malthinus. So ist die Bestimmung insbesondere der Weibchen oft nicht einfach. Dies ist auch daraus zu ersehen, dass für Malthodes minimus (Linnaeus, 1758) sieben Synonyme aufgezählt werden (cognatus (Stephens 1830) fulvicollis (Stephans 1830), marinicollis (Schilsky, 1830), melanocephalus (Marsham, 1802), ruficollis (Latreille, 1806), sanguinicollis (Fallen, 1807), sanguinolentus (Gyllenhaal, 1808)) und dass der Name Malachius minimus verschiedentlich vergeben wurde (Malthodes minimus (Gyllenhal, 1808) und Malthodes minimus (Stephans, 1835) für Malthodes flavoguttatus (Kiesenwetter, 1852)). Ein wichtiges Bestimmungsmerkmal ist die Form der Oberkiefer und bei Männchen der Bau der hintersten Körpersegmente.
Der Gattungsname Malthodes von altgr. „malthōdes“ bedeutet „wachsartig weich“. Er bezieht sich auf das nur wenig sklerotisierte Außenskelett des Käfers. Der Artname minimus (lat. kleinster) ist nicht mehr ganz richtig, da man heute mehrere noch kleinere Arten der Gattung kennt.

## Merkmale des Käfers
Der längliche, weiche Käfer wird 3,3 bis vier Millimeter lang. Er ist sehr fein nach vorn fallend behaart und fällt durch verkürzte Flügeldecken mit gelben Spitzen auf.
Der rundliche Kopf zeigt nach vorn. Die Oberkiefer sind nicht abknickend, der Innenrand ohne Zahn, aber fein gezähnelt (Abb. 1). Das letzte Kiefertasterglied ist nicht beil-, sondern annähernd eiförmig und am Ende leicht zugespitzt. Die elfgliedrigen sehr fein behaarten Fühler sind fadenförmig und an der Basis rötlich aufgehellt. Das zweite Fühlerglied ist kürzer als das dritte. Die Fühler sind auf einem Sockel nahe dem Innenrand der vorstehenden Augen eingelenkt.
Die Oberfläche des Halsschildes ist wie die des Kopfes glatt und überall glänzend. Der Halsschild ist rostorange mit oder ohne einen nicht scharf begrenzten dunklen Fleck in der Mitte. Vorder- und Hinterrand sind deutlich gerandet, die Seiten höchstens im vorderen Bereich.
Die gerunzelten Flügeldecken sind ohne Punktreihen. Sie bedecken den Hinterleib nur unvollständig und lassen auch einen Teil der Hinterflügel unbedeckt. Die Schultern sind gut ausgebildet, die Seiten verlaufen parallel, und die gelben Spitzen sind einzeln verrundet.
Die Beine sind lang und schmal, die Tarsen fünfgliedrig. Der letzte Tergit ist etwa so lang wie breit, der letzte Sternit des Männchens ist bis zur Basis gespalten und sieht von der Seite wie das Schiffchen der Blüte eines Ginsters (Abb. 2). Die Krallen sind nahe der Basis schwach gezähnt.

## Biologie
Die eurytope Art ist feuchtigkeitsliebend. Die Imagines sind vornehmlich in Auwäldern, und am Ufer von Gewässern auf den Blättern von Bäumen zu finden. Sie kommen in Mitteleuropa von der Ebene bis in montane Lagen vor. In Polen erscheinen die Tiere zwischen April und Juli, in Großbritannien von Mai bis August mit einem Maximum im Juni und Juli.
Larven und Imagines leben räuberisch. Die Art wird zu den Altholzbesiedlern gezählt.

## Verbreitung
Die Art ist in Europa von Irland bis an die Ostgrenze Europas verbreitet, fehlt aber im Norden in Norwegen, Dänemark und Finnland, den Baltischen Staaten und Belarus, im Süden in Portugal, Spanien, Slowenien und Kroatien, Albanien, Mazedonien, Griechenland und der Türkei. Außerdem liegen aus Moldawien keine Meldungen vor. Das Verbreitungsgebiet setzt sich nach Asien fort.